# Шкраба Василь
Шкраба Василь (1907 — 71), укр. діяч у Канаді, нар. у провінції Манітоба. У 1930-их pp. належав до управи м. Вінніпегу, у 1945 — 49 посол до манітобської леґіслятури від Ліберальної партії. Активний у багатьох організаціях, організатор і видавець «Ukrainian Canadian Review»